# IC 3074
IC 3074 је спирална галаксија у сазвјежђу Дјевица која се налази на листи објеката дубоког неба у Индекс каталогу.
Деклинација објекта је + 10° 41' 55" а ректасцензија 12h 15m 46,1s. Привидна величина (магнитуда) објекта IC 3074 износи 14,0 а фотографска магнитуда 14,6. Налази се на удаљености од 16,8 милиона парсека од Сунца. IC 3074 је још познат и под ознакама UGC 7279, MCG 2-31-71, CGCG 69-111, VCC 162, FGC 1393, PGC 39233.